# Coca-Cola Firecracker 250
| Provas NASCAR - Xfinity Series 2019             |
| Temporada Regular                               |
| ----------------------------------------------- |
| 1. PowerShares QQQ 300 (Daytona)                |
| 2. Rinnai 250 (Atlanta)                         |
| 3. Boyd Gaming 300 (Las Vegas)                  |
| 4. NXS Race at ISM Raceway (Phoenix)            |
| 5. NXS Race at Auto Club Speedway (Auto Club)   |
| 6. My Bariatric Solutions 300 (Texas)           |
| 7. NXS Race at Bristol (Bristol)                |
| 8. ToyotaCare 250 (Richmond)                    |
| 9. Sparks Energy 300 (Talladega)                |
| 10. NXS Race at Dover (Dover)                   |
| 11. Alsco 300 (Charlotte)                       |
| 12. Pocono Green 250 (Pocono)                   |
| 13. LTi Printing 250 (Michigan)                 |
| 14. NXS Race at Iowa (Iowa)                     |
| 15. Camping World 300 (Chicagoland)             |
| 16. Coca-Cola Firecracker 250 (Daytona 2)       |
| 17. Alsco 300 (Kentucky)                        |
| 18. Lakes Region 200 (New Hampshire)            |
| 19. U.S. Cellular 250 (Iowa 2)                  |
| 20. Zippo 200 at The Glen (Watkins Glen)        |
| 21. Mid-Ohio 170 (Mid-Ohio)                     |
| 22. Food City 300 (Bristol 2)                   |
| 23. Road America 180 (Road America)             |
| 24. Sport Clips Haircuts VFW 200 (Darlington)   |
| 25. Lilly Diabetes 250 (Indianápolis)           |
| 26. DC Solar 300 (Las Vegas 2)                  |
| Provas dos Playoffs                             |
| Round of 12                                     |
| 27. Go Bowling 250 (Richmond 2)                 |
| 28. Drive for the Cure 200 (Charlotte - Roval)  |
| 29. NXS Race at Dover (Dover 2)                 |
| Round of 8                                      |
| 30. Kansas Lottery 300 (Kansas)                 |
| 31. O'Reilly Auto Parts 300 (Texas 2)           |
| 32. DAV 200 (Phoenix 2)                         |
| Championship 4                                  |
| 33. Ford EcoBoost 300 (Homestead-Miami)         |
| Provas inativas/extintas                        |
| 5-Hour Energy 250 (2010)                        |
| CampingWorld.com 300 (2004-2010)                |
| Corona México 200 (2005-2008)                   |
| Federated Auto Parts 300 (2002-2011)            |
| Kroger 200 (1982-2011)                          |
| Kroger On Track for the Cure 250 (1999-2009)    |
| Missouri-Illinois Dodge Dealers 250 (1997-2010) |
| NAPA Auto Parts 200 (2007-2012)                 |
| Nashville 300 (2001-2011)                       |
| NorthernTool.com 250 (1984-1985, 1993-2009)     |
| Owens Corning AttiCat 300 (2011-2015)           |

A Coca-Cola Firecracker 250 é a segunda prova da NASCAR Xfinity Series em Daytona realizada no final de semana do Independence Day (4 de Julho, quando se realizou a independência dos Estados Unidos), e ocorre no mesmo final de semana da Coke Zero 400 (Daytona 400) da NASCAR Sprint Cup. A prova é realizada no Daytona International Speedway, em Daytona, e além de ser a segunda prova da temporada no circuito, também é a terceira e ultima corrida nos famosos superspeedways (Daytona e Talladega) da temporada da Xfinity Series.

## Vencedores
| Ano  | Data                     | Piloto             | Equipe                   | Montadora | Distância | Distância       | Tempo Total | Velocidade Média (mph) |
| Ano  | Data                     | Piloto             | Equipe                   | Montadora | Voltas    | Milhas (km)     | Tempo Total | Velocidade Média (mph) |
| ---- | ------------------------ | ------------------ | ------------------------ | --------- | --------- | --------------- | ----------- | ---------------------- |
| 2002 | 5 de Julho               | Joe Nemechek       | NEMCO Motorsports        | Pontiac   | 100       | 250 (402.336)   | 1:59:09     | 125.892                |
| 2003 | 4 de Julho               | Dale Earnhardt Jr. | Dale Earnhardt, Inc.     | Chevrolet | 100       | 250 (402.336)   | 1:37:35     | 153.715                |
| 2004 | 2 de Julho               | Mike Wallace       | Biagi Brothers Racing    | Ford      | 100       | 250 (402.336)   | 1:51:06     | 135.014                |
| 2005 | 1º de Julho              | Martin Truex Jr.   | Dale Earnhardt, Inc.     | Chevrolet | 104*      | 260 (418.429)   | 1:51:19     | 140.141                |
| 2006 | 30 de Junho              | Dale Earnhardt Jr. | Dale Earnhardt, Inc.     | Chevrolet | 103*      | 257.5 (414.406) | 1:55:52     | 133.343                |
| 2007 | 7 de Julho*              | Kyle Busch         | Hendrick Motorsports     | Chevrolet | 102*      | 255 (410.382)   | 1:50:00     | 139.091                |
| 2008 | 4 de Julho               | Denny Hamlin       | Joe Gibbs Racing         | Toyota    | 105*      | 262.5 (422.452) | 1:41:07     | 155.761                |
| 2009 | 3 de Julho               | Clint Bowyer       | Richard Childress Racing | Chevrolet | 102*      | 255 (410.382)   | 2:04:28     | 122.924                |
| 2010 | 2 de Julho               | Dale Earnhardt Jr. | Richard Childress Racing | Chevrolet | 102*      | 255 (410.382)   | 1:44:37     | 146.248                |
| 2011 | 1º de Julho              | Joey Logano        | Joe Gibbs Racing         | Toyota    | 100       | 250 (402.336)   | 1:49:57     | 136.426                |
| 2012 | 6 de Julho               | Kurt Busch         | Phoenix Racing           | Chevrolet | 101*      | 252.5 (406.359) | 1:54:44     | 132.045                |
| 2013 | 5 de Julho               | Matt Kenseth       | Joe Gibbs Racing         | Toyota    | 101*      | 252.5 (406.359) | 1:43:56     | 145.767                |
| 2014 | 4 de Julho               | Kasey Kahne        | JR Motorsports           | Chevrolet | 103*      | 257.5 (414.406) | 1:38:24     | 157.012                |
| 2015 | 4 de Julho               | Austin Dillon      | Richard Childress Racing | Chevrolet | 104*      | 260 (418.429)   | 1:57:28     | 132.804                |
| 2016 | 1º de Julho              | Aric Almirola      | Biagi-DenBeste Racing    | Ford      | 103*      | 257.5 (414.406) | 2:07:29     | 121.192                |
| 2017 | 30 de Junho /1º de Julho | William Byron      | JR Motorsports           | Chevrolet | 104*      | 260 (418.429)   | 2:13:56     | 116.476                |
| 2018 | 6 de Julho               | Kyle Larson        | Chip Ganassi Racing      | Chevrolet | 105*      | 262.5 (422.452) | 2:01:35     | 131.541                |

Notas
- 2005–2010 e 2012–2018: Corridas estendidas devido a Green-white-checker finishes.
- 2007: Corrida adiada para a manhã de Sábado, devido a chuva.
- 2017: A corrida começou na noite de Sexta (30 de Junho) porém a chuva interrompeu e ela só foi concluída no dia seguinte, Sábado (1º de Julho).

| Sequência das Provas | Sequência das Provas | Sequência das Provas      | Sequência das Provas | Sequência das Provas |
| Camping World 300    | <<                   | Coca-Cola Firecracker 250 | >>                   | Alsco 300            |
| -------------------- | -------------------- | ------------------------- | -------------------- | -------------------- |